# NGC 1425
NGC 1425 في الفهرس العام الجديد، هي مجرة، تقع في كوكبة الكور. اكتشفت في 9 أكتوبر 1790 بواسطة ويليام هيرشل.

## روابط خارجية
- NGC 1425 على موقع ويكي سكاي: DSS2, SDSS, GALEX, IRAS, Hydrogen α, X-Ray, Astrophoto, Sky Map, Articles and images